# Requiem (álbum de John 5)
Requiem é o quarto álbum de estúdio de John 5, ex-guitarrista de Marilyn Manson.

## Faixas
1. Sounds of Impalement
2. Heretics fork
3. Noisemakers fife
4. Pity Belt
5. Cleansing the soul
6. The Judas cradle
7. Pear of anquish
8. The lead sprinkler
9. Scanvengers daughter
10. Requiem